# うる星やつら4 ラム・ザ・フォーエバー
『うる星やつら4 ラム・ザ・フォーエバー』（うるせいやつら4 ラム・ザ・フォーエバー）は、1986年2月22日より東宝系で公開された、日本の長編アニメーション映画 。高橋留美子原作のテレビアニメ『うる星やつら』（1981年版）の劇場版アニメシリーズ第4作である。

## 概要
『うる星やつら』劇場版アニメシリーズの4作目。本作品は、テレビアニメ『うる星やつら』（1981年版）の放送中では最後に制作・公開された、オリジナルストーリーの作品である。
レベルの高い作画や美術設定とは裏腹に、本来のラブコメディーから完全にかけ離れ、全体的に重く暗い雰囲気となった作品である。ストーリー構成のモチーフとしては『うる星やつら2 ビューティフル・ドリーマー』（1984年公開）と同じく、現実と非現実の認識論・存在論的な再検討を試みたものとなっている。
こうした問題が発生した原因として、様々な制約から当初の準備稿への変更が重ねられ、結果としてストーリーが分かりづらいものになったのではないかという見方もある。
ストーリー全体、「ラム・ザ・フォーエバー」というサブタイトル、回想的なエンドロール、そして主題曲「メランコリーの軌跡」から、『うる星やつら』による、そのファン（＝終盤で「思い出だけでも生きていける」と宣言する「町の記憶」）への決別を迫った設定とも捉えられる。
なお、未使用カットとしては、本編で面堂が祖父と会うシーンがセル画段階で没になっているものがあり、当時のファンクラブ会報にそのシーンのセル画が掲載されていた。

## あらすじ
あたる達は、面堂家に伝わる「鬼姫伝説」をヒントに映画を作っていた。面堂家の庭に立つ樹齢300年の老木「太郎桜」は、老朽化が進んでおり映画のストーリーに合わせて切り倒してしまうことになっていた。桜を切り倒す前夜、面堂らは桜を囲んで宴会を始める。そこでラムは桜の唄を聴いた。次の日、太郎桜は切り倒される。しかし、それにより友引町には天変地異が降り注ぎ、太郎桜のあった場所は盛り上がり、山となって頂上に水が入り込み、湖と化した。ラムは体調を崩し超能力を徐々に失い、面堂やしのぶ、メガネ達もラムの存在を忘れつつあった。また、ラムの写っていたはずの写真からも、ラムが消えていた。
異変に気づいた面堂が原因を探るため、祖父から『鬼姫伝説』の詳細を改めて聞き出し、あたる、メガネと共に太郎桜のあった山へと向かう。頂上の湖の底深くには、白骨化した鬼姫の遺体が沈んでいた。ある日遂にラムは角（超能力）を失い、やがて謎の道化師について行って失踪してしまう。ラムがたどり着いた先は、太郎桜のあったあの山であった。
あたる達とともに山を調査しに行った日の夜。面堂は夢を見た。そして、朝目覚めると、町の中に自分が見た夢の景色が奇妙に入り混じった、巨大な物体が出現していた。
夢と現実が入り混じった友引町に翻弄される面堂達は、この世界を破壊することで元の世界に帰れると思い立ち、水乃小路家を巻き込んで無為な内戦を始める。それを尻目に、あたるはただひたすら町中を走り始めた。
一方ラムは太郎桜の木の上に佇む「町（友引町）の記憶」と名乗る巨大な胎児のような者のもとに連れて来られていた。その者は、ラムに「思い出だけでも生きて行ける」と告げた。
内戦は終戦に向かい、夜は明けつつあった。夜通し走り続けたあたるは遂に倒れる。「元の世界へ帰りたい」と疲れ果てた面堂やしのぶ達が願った。そして朝がやってきた。友引高校に集まった一同の前に失踪していたコタツネコや妖怪達が現れた。そしてラムが帰ってくるのが見えた。朝の光に照らされ、町にあふれていた凍りついた夢は砕けていった。

## 登場人物
- ラム - 平野文
- 諸星あたる - 古川登志夫
- 面堂終太郎 - 神谷明
- テン - 杉山佳寿子
- 三宅しのぶ - 島津冴子
- メガネ - 千葉繁
- パーマ - 村山明
- カクガリ - 野村信次
- チビ - 二又一成
- ラン - 小宮和枝
- 校長 - 西村知道
- ♨先生 - 池水通洋
- あたるの父 - 緒方賢一
- あたるの母 - 佐久間なつみ
- 面堂の父 - 天地麦人
- 水乃小路飛麿[注 3] - 島田敏
- 水乃小路飛鳥 - 島本須美
- サクラ - 鷲尾真知子
- 錯乱坊（チェリー） - 永井一郎
- 役名表記なし - 井上瑤、鵜飼るみ子、安達忍、塩屋浩三、小野健一、西村智博

## スタッフ
- 原作 - 高橋留美子[2]
- 監督 - やまざきかずお[2]
- 製作[注 4] - 多賀英典[2]
- 企画 - 落合茂一
- 脚本 - 井上敏樹、やまざきかずお
- 演出 - 吉永尚之
- 作画監督 - 土器手司
- 音楽 - 板倉文
- 音楽監督 - 近藤由紀夫
- 美術監督 - 新井寅雄
- 撮影監督 - 清水洋一
- 録音監督 - 斯波重治
- キャラクターデザイン - 高田明美
- 色彩設計 - 西川裕子、米村貞子
- 編集 - 森田清次、坂本雅紀、田代正美
- 録音制作 - オムニバス・プロモーション
- アニメーションプロデューサー - 長谷川洋、松下洋子
- 製作協力 - スタジオディーン
- 製作 - キティ・フィルム
- 配給 - 東宝

## 主題歌
「メランコリーの軌跡」
松永夏代子による主題歌。作詞は銀色夏生、作曲は玉置浩二、編曲は大村雅朗。

## 関連商品

### 映像ソフト化
- VHS/Beta/LD（レーザーディスク）/VHDは、ファイブ・エース、ジャパン・ネットワーキング（JNW）より1986年6月21日発売[要出典]。単巻LDは1998年6月17日にも発売された[3]。
- 通常版DVDは2000年5月17日に発売[4]。また、ハイビジョン・ニューマスター版DVDは2001年12月19日に発売された[5]。
- 2015年6月24日発売のBlu-ray「劇場版『うる星やつら』Blu-ray BOX」に、本作品のデジタルリマスター版が収録されている[6][7]。

### サウンドトラック
| タイトル                                                                      | 規格 | 発売日        | 規格品番    | 発売元               | 備考     |
| ----------------------------------------------------------------------------- | ---- | ------------- | ----------- | -------------------- | -------- |
| うる星やつら4 ラム・ザ・フォーエバー オリジナルサウンドトラック 音楽編（BGM） | LP   | 1986年2月10日 | C25G0410    | キャニオン・レコード |          |
| うる星やつら4 ラム・ザ・フォーエバー オリジナルサウンドトラック 音楽編（BGM） | CT   | 1986年2月10日 | 25P7412     | ポニー               |          |
| 『うる星やつら4 ラム・ザ・フォーエバー』 オリジナルサウンドトラック ドラマ編  | LP   | 1986年3月5日  | C38G0419    | キャニオン・レコード |          |
| 『うる星やつら4 ラム・ザ・フォーエバー』 オリジナルサウンドトラック ドラマ編  | CT   | 1986年3月5日  | 38P7056     | ポニー               |          |
| 『うる星やつら4 ラム・ザ・フォーエバー』 オリジナルサウンドトラック ドラマ編  | CD   | 1991年6月25日 | KTCR-1101/2 | キティレコード       | [ 注 5 ] |
| うる星やつら4 ラム・ザ・フォーエバー 映画BGM集 Ⅳ                              | CD   | 1986年3月21日 | H30K20026   | キティレコード       |          |
| うる星やつら4 ラム・ザ・フォーエバー 映画BGM集 Ⅳ                              | CD   | 1991年6月25日 | KTCR-1093   | キティレコード       |          |